# Alexij (van der Mensbrugghe)
Alexij (světským jménem: Albert van der Mensbrugghe; 9. července 1899, Sint-Niklaas – 26. května 1980, Düsseldorf) byl belgický duchovní Ruské pravoslavné církve a arcibiskup düsseldorfský.

## Život
Narodil se 9. července 1899 v Sint-Niklaas.
Navštěvoval Sint-Barbaracollege v Gentu, kterou vedli jezuité. Následně studoval filosofii na Katolickém institutu svatého Mikuláše. Po dokončení filosofického institutu svatého Benedikta při opatství svatého Ondřeje vstoupil v listopadu 1919 do stejného kláštera. Přijal mnišské jméno Maur na počest svatého Maura. Dne 19. března 1921 složil své časné sliby.
Od roku 1921 studoval teologii v Lovani, kde roku 1925 získal licenciát teologie.
Studoval také na Papežském východním institutu v Římě, kde se specializoval na studium patristiky a liturgie.
Dne 21. března 1924 složil své věčné sliby.
V září 1924 byl biskupem gentským Émile-Jeanem Seghersem vysvěcen na jáhna a 9. srpna 1925 arcibiskupem mechelensko-bruselským Désiré-Josephem Mercierem na kněze.
Jednou byl přítomen na liturgii byzantského ritu, což v něm zanechalo velký dojem. Začal se zajímat a studovat pravoslavnou liturgii a teologii. Stal se jedním ze zakladatelů benediktinského kláštera byzantského ritu v Amay.
Po dlouhém přemýšlení došel k závěru, že k římskokatolické církvi patří pouze formálně, ale jeho přesvědčení je pravoslavné.
Roku 1928 se v Paříži setkal s metropolitou Jevlogijem (Georgijevským) a protojerejem Sergijem Bulgakovem. Dne 14. dubna 1929 byl metropolitou Jevlogijem v chrámu svatého Sergeje Radoněžského v Paříži přijat do pravoslavné církve s mnišským jménem Alexij.
Od roku 1929 žil ve Velké Británii. Po začátku druhé světové války se ocitl v dočasné jurisdikci arcibiskupa thyateirského patřící ke Konstantinopolskému patriarchátu.
Po skončení války obnovil kontakt s metropolitou Jevlogijem, který se brzy vrátil do jurisdikce Ruské pravoslavné církve.
Koncem roku 1945 byl jmenován duchovním v Amsterdamu, ale v březnu 1946 byl povolán do Paříže.
V říjnu 1946 byl protojerejem Jevgrafem Kovalevským, rektorem Francouzského pravoslavného institutu svatého Dionýsia pozván na misto profesora na fakultě patristiky a dějin liturgie.
Dne 24. listopadu 1946 jej metropolita a exarcha Západní Evropy Serafim (Lukjanov) povýšil na archimandritu a jmenoval jej inspektorem institutu svatého Dionýsia.
Ústředním bodem jeho života bylo obnovení západního ritu pravoslaví. To ho roku 1953 přimělo, aby spolu s Jevgrafem Kovalevským a jím založenou Katolickou pravoslavnou církví Francie opustil jurisdikci Moskevského patriarchátu.
V březnu 1959 byl znovu přijat do jurisdikce Moskevského patriarchátu. Biskup Nikolaj (Jerjomin) jej jmenován do služby v chrámu tří svatých Doktorů v Paříži. Nadále se věnoval výuce.
Dne 31. srpna 1960 jej Svatý synod zvolil biskupem meudonským a vikářem chersonésoské eparchie. Dne 1. listopadu proběhla v chrámu tří svatých doktorů jeho biskupská chirotonie. Světiteli byli metropolita Nikolaj (Jerjomin), arcibiskup bruselský Vasilij (Krivošein), biskup sergijevský Antonij (Bloom) a biskup podolský Nikodim (Rotov).
Dne 30. července 1968 byl jmenován biskupem filadelfským a vikářem newyorské eparchie. Podílel se na obnovení kanonických vztahů s Ruskou pravoslavnou řeckokatolickou církví v Severní Americe.
Dne 5. dubna 1970 byl povýšen na arcibiskupa.
Dne 10. dubna byl v souvislosti s udělením autokefality Pravoslavné církvi v Americe jmenován správcem patriarchálních farností v Mexiku. Dne 11. srpna 1970 byl osvobozen od funkce správce farností.
Dne 1. prosince 1970 byl ustanoven arcibiskupem severoněmeckým. Dne 24. února 1971 byl titul změně na düsseldorfský. Během jeho služby bylo např. otevřeno eparchiální centrum a vznikly další čtyři farnosti.
Dne 4. dubna 1979 podal žádost o odchod do důchodu z důvodu nemoci. Dne 27. dubna byla jeho žádost přijata.
Zemřel 26. května 1980 v Düsseldorfu. Pohřben byl v rodinné hrobce v Sint-Niklaas.